# What You Don't Know
What You Don't Know è una ballata pop scritta da Mattias Lindblom, Billy Mann e Anders Wollbeck per il secondo album del trio pop tedesco Monrose, Strictly Physical (2007).
La canzone è stata pubblicata come terzo singolo dell'album il 7 dicembre 2007 in Germania. Ha raggiunto la top ten in Germania.

## Video musicale
Il video di "What You Don't Know" è stato girato il 13 novembre 2007 ad Amburgo in Germania. La première è stata fatta il 23 novembre 2007 sul canale musicale tedesco VIVA.

## Posizioni in classifica
| Classifica (2007/2008)             | Posizione massima |
| ---------------------------------- | ----------------- |
| Austria - Austrian Singles Chart   | 16                |
| Europa - Eurochart Hot 100 Singles | 23                |
| Germania - German Singles Chart    | 6                 |
| Svizzera - Swiss Singles Chart     | 34                |

## Tracce

### CD singolo
1. What You Don't Know (Album Version) - 3:45
2. What You Don't Know (Candlelight Mix) - 3:49
3. Say Yes - 3:53
4. What You Don't Know (Instrumental) - 3:45